# 三碲化二锑
三碲化二锑是一种无机化合物，化学式为Sb2Te3。它是一种灰色晶体，但是熔点、密度和颜色可能取决于采用的晶型。

## 制备
三碲化二锑可由金属锑与碲单质在500–900 °C直接化合制得：
2Sb(l) + 3Te(l) → Sb2Te3(l)